# Tărâmul morții
Tărâmul morții (în engleză Land of the Dead, cunoscut și ca George A. Romero's Land of the Dead) este un film american de groază scris și regizat de George A. Romero, al patrulea film din Seria Morților Vii după Noaptea morților vii (1968), Dimineața morților (1978) și Ziua morților (1985), fiind urmat de Întorși dintre morți (2007) și Survival of the Dead (2010). 
A fost produs în Statele Unite ale Americii de studiourile Universal Studios și a avut premiera la 18 iunie 2005, fiind distribuit de Universal Studios. Coloana sonoră este compusă de Reinhold Heil[*]. 

## Prezentare
Morții vii continuă să stăpânească Pământul, dar rămășițele împrăștiate ale civilizației umane s-au reorganizat suficient pentru a stabili avanposturi protejate în Statele Unite. Un astfel de avanpost din orașul Pittsburgh, Pennsylvania, conține un guvern asemănător celui feudal. Mărginit pe două laturi de râuri și pe a treia de un gard electrificat păzit de o miliție, orașul a devenit un sanctuar în care cetățenii săi trăiesc într-o relativă siguranță. În afara barierelor orașului se află un ținut al nimănui, un peisaj sterp cu localități suburbane dărăpănate, de mult părăsite de oameni vii, dar invadate de legiuni de zombi. Cei bogați și puternici trăiesc într-o clădire de lux numită Fiddler's Green, în timp ce restul populației trăiește în mizerie. Toate formele de comerț din zona protejată sunt controlate de Paul Kaufman, conducătorul plutocratic nemilos al orașului. El a sponsorizat Dead Reckoning, un vehicul blindat de personal care poate călători cu ușurință prin zonele infestate de zombi.
Riley Denbo este designerul și comandantul Dead Reckoning. Spre deosebire de Kaufman, Riley este respectat pentru munca sa în protejarea cetățenilor, precum și pentru furnizarea de alimente și materiale medicale pe care cetățenii nu le mai pot achiziționa ei înșiși în siguranță. Folosind Dead Reckoning, Riley și echipajul său se aventurează în zone invadate de zombi pentru a căuta proviziile necesare. De asemenea, ei adună articole de lux, cum ar fi îmbrăcăminte de designer și mărci de lichior de top, deoarece aceste lucruri oferă un mijloc puternic de troc în cadrul regimului oligarhic opresiv al lui Kaufman. Într-o misiune, ei observă mulți zombi care manifestă un comportament inteligent. Acest lucru a fost văzut în special la unul dintre astfel de zombi, „Big Daddy”, fost angajat la o benzinărie. În timpul misiunii, începătorul Mike este mușcat de un zombi și se sinucide înainte de a se transforma.
După misiune, Riley se retrage de la comanda Dead Reckoning. Obosit de viața dificilă într-un oraș post-apocaliptic, el plănuiește să părăsească sanctuarul urban pentru a pleca spre nord către Canada odată ce reparațiile la mașina sa sunt terminate. Întors în oraș, vizitează barul lui Chihuahua. Acolo, el vede o prostituată pe nume Slack care este forțată să intre într-o cușcă cu niște zombi pentru a distra oaspeții. Riley și Charlie o salvează pe Slack; Charlie îl ucide pe Chihuahua în haosul care a urmat. Riley, Charlie și Slack sunt arestați. Slack dezvăluie că Paul Kaufman a ordonat execuția ei, pentru că l-a ajutat pe Mulligan să instige la rebeliune printre săraci.
Între timp, lui Cholo DeMora, comandantul secund al lui Dead Reckoning, i se refuză un apartament în Fiddler's Green, în ciuda serviciilor sale în slujba lui Kaufman. Ca răzbunare, Cholo preia Dead Reckoning și amenință că va distruge Fiddler's Green cu el dacă Kaufman nu se conformează. Kaufman îi cere lui Riley, precum și lui Charlie și Slack, să recupereze Dead Reckoning. Ei sunt supravegheați de Manolete, Motown și Pillsbury.
Pe drum, Manolete este mușcat de un zombie și apoi este ucis de Slack. Apoi ajung din urmă Dead Reckoning, iar Riley se apropie singur de vehicul. Charlie, Slack și Pillsbury îl urmează după ce au amețit-o pe Motown și au lăsat-o în urmă. Dându-și seama că Riley lucrează pentru Kaufman, Cholo îi ține pe Riley și Charlie sub amenințarea armei. În timp ce se pregătește să tragă cu rachetele de pe Dead Reckoning asupra Fiddler's Green, Riley folosește un mic dispozitiv și dezactivează sistemele de armament ale lui Dead Reckoning; apoi distruge dispozitivul. Motown, care și-a recăpătat cunoștința, deschide focul și aproape că îi ucide atât pe Riley, cât și pe Cholo (care este mutilat de una dintre împușcături). Ea este mușcată de un zombie și ucisă de Slack. Riley îl convinge pe Cholo să-i permită să evadeze spre nord și să i se alăture, dar acesta din urmă decide să se întoarcă la Fiddler's Green pentru a-l înfrunta pe Kaufman; iar Foxy îl însoțește. Pe drum, Cholo este mușcat de un zombie și pleacă să-l omoare pe Kaufman de unul singur. Riley preia din nou Dead Reckoning și se întoarce la Fiddler's Green.
În altă parte, Big Daddy (care a adunat un grup mare de zombi) își dă seama că poate merge în siguranță pe sub apă și îi conduce pe zombi pe sub râu până la orașul oamenilor, unde distrug o secțiune a gardului și trec prin el. Depășiți, fără speranță, polițiștii de pază își abandonează posturile. Astfel, gardurile electrificate care țineau cândva zombii departe, au devenit acum un zid pentru a-i prinde în capcană pe oamenii din oraș. Văzând orașul invadat, Kaufman fuge cu banii săi, dar se întâlnește cu Cholo, acum un zombi, în garaj. În timp ce cei doi se luptă, Big Daddy îi ucide pe amândoi aruncându-i în aer.
Grupul lui Riley ajunge în oraș dar podul mobil este ridicat. Riley se duce să lase în jos podul, dar un mic grup de zombi începe să atace Dead Reckoning. Riley și ceilalți reușesc să elimine o parte din zombi. După ce trec podul, observă neputincioși cum sunt uciși unii oameni de zombi. Dându-și seama că este prea târziu pentru a-i salva, trag din milă cu rachete. Apoi este dezvăluit că majoritatea oamenilor săraci au fost conduși în siguranță de Mulligan, supraviețuind astfel atacului. Riley și Mulligan își iau rămas bun în timp ce se despart de grupurile lor. Pe măsură ce îi văd pe Big Daddy și pe zombi părăsind orașul, cruțând oamenii supraviețuitori, Riley decide să-i lase în pace, iar zombii vor face același lucru. Riley spune că și ei pur și simplu caută un loc unde să meargă. În timp ce aruncă în aer restul artificiilor (care mai devreme erau folosite pentru a distrage atenția zombilor, dar acum sunt inutile, deoarece nu mai distrage atenția hoardei), grupul lui Riley a pornit spre Canada cu Dead Reckoning.

## Distribuție
- Simon Baker - Riley Denbo
- John Leguizamo - Cholo DeMora
- Dennis Hopper - Paul Kaufman
- Asia Argento - Slack
- Robert Joy - Charlie Houk
- Eugene Clark - Big Daddy Zombie
- Joanne Boland - Pretty Boy
- Tony Nappo - Foxy
- Jennifer Baxter - Number 9 Zombie
- Boyd Banks - Butcher Zombie
- Jasmin Geljo - Tambourine man Zombie
- Maxwell McCabe-Lokos - Mouse
- Tony Munch - Anchor
- Shawn Roberts - Mike
- Pedro Miguel Arce - Pillsbury
- Sasha Roiz - Manolete
- Krista Bridges - Motown
- Bruce McFee - Mulligan
- Phil Fondacaro - Chihuahua
- Alan van Sprang - Brubaker
- Earl Pastko - Roach
- Peter Outerbridge - Styles
- Gene Mack - Knipp
- Devon Bostick - Brian
- Simon Pegg and Edgar Wright - Photo Booth Zombies
- Tom Savini - Blades the Machete Zombie
- Gregory Nicotero - Bridgekeeper Zombie